# Hrvatski jedriličarski savez
Hrvatski jedriličarski savez (HJS) je hrvatska krovna jedriličarska organizacija.
Međunarodni naziv za Hrvatski jedriličarski savez je Croatian Sailing Federation.
Osnovan je 1940., a obnovljen je 18. prosinca 1950. u Zagrebu.
Od međunarodnih organizacija, članom je Međunarodnog jedriličarskog saveza (World Sailing (WS), prije ISAF) i Europskog jedriličarskog saveza (European Sailing Federation (EUSAF)) od 2. veljače 1992. godine.
IWA (International Windsurfing Association) te IKA (International Kiteboarding Association) su krovne organizacije za windsurfing, odnosno kiteboarding šport; neke njihove klase u nadležnosti su World Sailing-a, ali se u članku rezultati navode pod matičnom organizacijom.
Sjedište savezu je na Trgu Franje Tuđmana 3/I., u Splitu.

## Olimpijske igre
nakon 2021.
| # | Jedriličar(ka)             | Zlato | Srebro | Bronca | Ukupno |
| - | -------------------------- | ----- | ------ | ------ | ------ |
| 1 | Šime Fantela, Igor Marenić | 1     | 0      | 0      | 1      |
| 2 | Tonči Stipanović           | 0     | 2      | 0      | 2      |

| #                                           | Jedriličar(ka)             | Zlato | Srebro | Bronca | Ukupno |
| ------------------------------------------- | -------------------------- | ----- | ------ | ------ | ------ |
| 470                                         |                            |       |        |        |        |
| 1                                           | Šime Fantela, Igor Marenić | 1     | 0      | 0      | 1      |
| ILCA 7 / Laser / Laser Standard / Laser One |                            |       |        |        |        |
| 1                                           | Tonči Stipanović           | 0     | 2      | 0      | 2      |

## Svjetske jedriličarske igre
ISAF World Sailing Games
Održavale su se svake 4 godine od 1994. do 2006.
| # | Jedriličar(ka) | Klasa                 | Zlato | Srebro | Bronca | Ukupno |
| - | -------------- | --------------------- | ----- | ------ | ------ | ------ |
| 1 | Gea Barbić     | ILCA 6 / Laser Radial | 0     | 0      | 1      | 1      |

## Jedriličarske igre bivših olimpijskih klasa
Vintage Yachting Games
do 2012.
HJS nije slao natjecatelje na dosadašnja dva izdanja.

## Mediteranske igre
| Jedriličar(ka)               | Pobjede | Postolja | Klasa        |
| ---------------------------- | ------- | -------- | ------------ |
| Tonči Antunović              | 0       | 1        | laser        |
| Mate Arapov                  | 0       | 1        | laser        |
| Palma Čargo                  | 0       | 1        | iQFOiL       |
| Minski Fabris                | 1       | 2        | finn         |
| Mladen Makjanić              | 0       | 1        | laser        |
| Tina Mihelić                 | 1       | 2        | laser radial |
| Tonći Stipanović             | 1       | 2        | laser        |
| Šime Fantela – Igor Marenić  | 1       | 2        | 470          |
| Enia Ninčević – Romana Župan | 0       | 1        | 470          |

## Jedrilice

### Nations Gold Cup
od 2021.; natjecanje jedriličarskih nacionalnih reprezentacija - ideja je na jednom mjestu okupiti najbolje jedriličare svijeta: olimpijce, sudionike America’s Cupa, Volvo Ocean Racea, SailGP-a i ostalih velikih događaja te da predstavljaju reprezentaciju svoje države (inače, na regatama velikih brodova (krstaša), posade su u pravilu različitih nacionalnosti); posade će činiti 9 članova na brodu i dvije rezerve; koncept natjecanja uključuje kvalifikacije u kojima mogu sudjelovati sve zemlje koje su članice Svjetske jedriličarske federacije; to je prvo natjecanje u povijesti za nacionalne jedriličarske reprezentacije;

### Nations Cup
od 1991.; dvobojsko jedrenje; open i ženska konkurencija; najbolje posade kvalifikacijskih natjecanja pod nazivom "Regional Finals", kvalificiraju se za završno natjecanje pod nazivom "Grand Final" ili "Nations Cup Grand Final" u kojem pravo nastupa imaju i branitelji naslova te posada zemlje domaćina;
Nations Cup Grand Final
nakon 2013.
Hrvatska posada se nikad nije kvalificirala (Open: 0/7, Ž: 0/6).

### Jedriličarska liga prvaka
Sailing Champions League, pokrenuta 2014.; natjecanje za žene (Women’s Sailing Champions League) pokrenuto je 2018.
Najbolji klubovi europskih nacionalnih liga jedre za titulu najboljeg europskog kluba. Organizator osigurava brodove na kojima se jedri pa tako svi jedre na jednakoj opremi.

### Pregled medalja na svjetskim prvenstvima
| Medalje | Fleet racing         | Fleet racing         | Fleet racing         | Fleet racing | Fleet racing | Fleet racing | Fleet racing                        | Fleet racing         | Fleet racing         | Fleet racing         | Match racing | Match racing                        | Match racing | Offshore/Oceanic | Offshore/Oceanic | Team racing | Team racing | Ukupno | Ukupno u olimpijskim klasama * |
| ------- | -------------------- | -------------------- | -------------------- | ------------ | ------------ | ------------ | ----------------------------------- | -------------------- | -------------------- | -------------------- | ------------ | ----------------------------------- | ------------ | ---------------- | ---------------- | ----------- | ----------- | ------ | ------------------------------ |
| Medalje | Monohull             | Monohull             | Monohull             | Monohull     | Monohull     | Monohull     | Monohull                            | Multihull            | Multihull            | Multihull            | Monohull     | Monohull                            | Multihull    |                  |                  |             |             | Ukupno | Ukupno u olimpijskim klasama * |
| Medalje | Dinghy / Centreboard | Dinghy / Centreboard | Dinghy / Centreboard | Keelboat     | Keelboat     | Keelboat     | Yacht (Sail cruiser, Sailing yacht) | Dinghy-sized / Beach | Dinghy-sized / Beach | Dinghy-sized / Beach | Keelboat     | Yacht (Sail cruiser, Sailing yacht) | Multihull    |                  |                  |             |             | Ukupno | Ukupno u olimpijskim klasama * |
| Medalje | 1 – 2 **             | 1 – 2 **             | 1 – 2 **             | 1 – 5        | 1 – 5        | 1 – 5        | 9 – 10                              | ? – ?                | ? – ?                | ? – ?                |              |                                     |              |                  |                  |             |             | Ukupno | Ukupno u olimpijskim klasama * |
| Medalje | M                    | Ž                    | Mix                  | M            | Ž            | Mix          | M                                   | M                    | Ž                    | Mix                  |              |                                     |              |                  |                  |             |             | Ukupno | Ukupno u olimpijskim klasama * |
| Zlato   | 5                    | 1                    |                      | 0            | \            |              | 0                                   | \                    | \                    | \                    | \            | \                                   | \            | \                | \                | \           | \           | 6      | 4                              |
| Srebro  | 5                    | 0                    |                      | 2            | \            |              | 0                                   | \                    | \                    | \                    | \            | \                                   | \            | \                | \                | \           | \           | 7      | 4                              |
| Bronca  | 9                    | 0                    |                      | 0            | \            |              | 2                                   | \                    | \                    | \                    | \            | \                                   | \            | \                | \                | \           | \           | 11     | 6                              |

* samo tijekom olimpijskih ciklusa koji završavaju utrkom u toj klasi na OI
** brojevi označavaju broj članova posade karakterističan za pojedini tip jedrilica
| Klase info |
| --- |
| fleet monohull centreboard 1-člana posada (Finn, Laser, Laser radial) 2-člana posada (49er, 470, Snipe) keelboat (Star) yacht (Salona 42R, X-43) match |

Jedriličari s medaljama na SP-u u barem dvije vrste jedrenja (regatno, dvobojsko, offshore, ekipno)
| # |
| - |
| 1 |

| Jedriličar(ka) | Tip jedrenja | Zlato | Srebro | Bronca | Ukupno |
| -------------- | ------------ | ----- | ------ | ------ | ------ |
| [[]] još nitko |              | 0     | 0      | 0      | 0      |

### Regatno jedrenje

#### Svjetsko prvenstvo
29. / 5. / 2022.
| #  |
| -- |
| 1  |
| 2  |
| 3  |
| 4  |
| 5  |
| 6  |
| 7  |
| 8  |
| 9  |
| 10 |

| Jedriličar(ka)                             | Zlato | Srebro | Bronca | Ukupno |
| ------------------------------------------ | ----- | ------ | ------ | ------ |
| Šime Fantela (2)                           | 3     | 2      | 3      | 8      |
| Igor Marenić                               | 2     | 2      | 3      | 7      |
| Aron Lolić                                 | 1     | 1      | 1      | 3      |
| Karlo Krpeljević                           | 1     | 0      | 1      | 2      |
| Mihovil Fantela, Tina Mihelić              | 1     | 0      | 0      | 1      |
| Tonči Stipanović (2)                       | 0     | 3      | 2      | 5      |
| Tudor Bilić                                | 0     | 2      | 0      | 2      |
| Ivan Kljaković Gašpić                      | 0     | 1      | 1      | 2      |
| Filip Jurišić                              | 0     | 0      | 1      | 1      |
| Anton Grego, Mladen Makjanić, Simo Nikolić | 0     | 0      | 1      | 1      |

| #  |
| -- |
| 1  |
| 2  |
| 3  |
| 4  |
| 5  |
| 6  |
| 7  |
| 8  |
| 9  |
| 10 |

| Jedriličar(ka)                             | Zlato | Srebro | Bronca | Ukupno |
| ------------------------------------------ | ----- | ------ | ------ | ------ |
| Šime Fantela (2)                           | 3     | 2      | 3      | 8      |
| Igor Marenić                               | 2     | 2      | 3      | 7      |
| Aron Lolić                                 | 1     | 1      | 1      | 3      |
| Karlo Krpeljević                           | 1     | 0      | 1      | 2      |
| Mihovil Fantela, Tina Mihelić              | 1     | 0      | 0      | 1      |
| Tonči Stipanović (2)                       | 0     | 3      | 2      | 5      |
| Tudor Bilić                                | 0     | 2      | 0      | 2      |
| Ivan Kljaković Gašpić                      | 0     | 1      | 1      | 2      |
| Filip Jurišić                              | 0     | 0      | 1      | 1      |
| Anton Grego, Mladen Makjanić, Simo Nikolić | 0     | 0      | 1      | 1      |

| # |
| - |
| 1 |
| 2 |
| 3 |
| 4 |

| Posada                         | Klasa    | Zlato | Srebro | Bronca | Ukupno |
| ------------------------------ | -------- | ----- | ------ | ------ | ------ |
| Šime Fantela – Igor Marenić    | 470      | 2     | 2      | 3      | 7      |
| Mihovil Fantela – Šime Fantela | 49er     | 1     | 0      | 0      | 1      |
| Tudor Bilić – Tonči Stipanović | Zvijezda | 0     | 2      | 0      | 2      |
| Anton Grego – Simo Nikolić     | Šljuka   | 0     | 0      | 1      | 1      |

| # |
| - |
| 1 |
| 2 |
| 3 |
| 4 |

| Posada                         | Klasa    | Zlato | Srebro | Bronca | Ukupno |
| ------------------------------ | -------- | ----- | ------ | ------ | ------ |
| Šime Fantela – Igor Marenić    | 470      | 2     | 2      | 3      | 7      |
| Mihovil Fantela – Šime Fantela | 49er     | 1     | 0      | 0      | 1      |
| Tudor Bilić – Tonči Stipanović | Zvijezda | 0     | 2      | 0      | 2      |
| Anton Grego – Simo Nikolić     | Šljuka   | 0     | 0      | 1      | 1      |

| #                                           | Jedriličar(ka)                | Zlato | Srebro | Bronca | Ukupno |
| ------------------------------------------- | ----------------------------- | ----- | ------ | ------ | ------ |
| 49er                                        |                               |       |        |        |        |
| 1                                           | Mihovil Fantela, Šime Fantela | 1     | 0      | 0      | 1      |
| 470                                         |                               |       |        |        |        |
| 1                                           | Šime Fantela, Igor Marenić    | 2     | 2      | 3      | 7      |
| Finn                                        |                               |       |        |        |        |
| 1                                           | Ivan Kljaković Gašpić         | 0     | 1      | 1      | 2      |
| ILCA 7 / Laser / Laser Standard / Laser One |                               |       |        |        |        |
| 1                                           | Tonči Stipanović              | 0     | 1      | 2      | 3      |
| 2                                           | Filip Jurišić                 | 0     | 0      | 1      | 1      |
| 3                                           | Mladen Makjanić               | 0     | 0      | 1      | 1      |
| ILCA 6 / Laser Radial                       |                               |       |        |        |        |
| 1                                           | Aron Lolić                    | 1     | 1      | 1      | 3      |
| 2                                           | Karlo Krpeljević              | 1     | 0      | 1      | 2      |
| 3                                           | Tina Mihelić                  | 1     | 0      | 0      | 1      |
| Šljuka (Snipe)                              |                               |       |        |        |        |
| 1                                           | Anton Grego, Simo Nikolić     | 0     | 0      | 1      | 1      |
| Zvijezda (Star)                             |                               |       |        |        |        |
| 1                                           | Tonči Stipanović              | 0     | 2      | 0      | 2      |
| 1                                           | Tudor Bilić                   | 0     | 2      | 0      | 2      |

#### Svjetski kup
World Sailing održava od 2008. natjecanje za pojedine klase pod nazivom WS World Cup Series (prije ISAF Sailing World Cup).
nakon 2018.

izvor:

Pobjednici na barem jednom natjecanju.

bold - aktivni
| Jedriličar(ka)        | Pobjede | Postolja | Klasa/pobjeda | Klasa/pobjeda |    |             |     |
| --------------------- | ------- | -------- | ------------- | ------------- | -- | ----------- | --- |
| Jedriličar(ka)        | Pobjede | Postolja | Šime Fantela  | 5             | 12 | centreboard | 470 |
| Ivan Kljaković Gašpić | 5       | 15       | centreboard   | Finn          |    |             |     |
| Igor Marenić          | 5       | 12       | centreboard   | 470           |    |             |     |
| Tina Mihelić          | 1       | 5        | centreboard   | Laser Radial  |    |             |     |
| Marin Mišura          | 1       | 2        | centreboard   | Finn          |    |             |     |
| Tonči Stipanović      | 4       | 14       | centreboard   | Laser         |    |             |     |

#### Star Sailors League
natjecanje za klasu Zvijezda; ustanovljeno 2013.; ima poseban status unutar World Sailinga;

#### Europsko prvenstvo
5. lis 2020.
| #  |
| -- |
| 1  |
| 2  |
| 3  |
| 4  |
| 5  |
| 6  |
| 7  |
| 8  |
| 9  |
| 10 |
| 11 |
| 12 |

| Jedriličar(ka)                                                                                          | Zlato | Srebro | Bronca | Ukupno |
| --- | ----- | ------ | ------ | ------ |
| Tonči Stipanović (3)                                                                                    | 5     | 1      | 1      | 7      |
| Ivan Kljaković Gašpić                                                                                   | 3     | 3      | 2      | 8      |
| Šime Fantela (2)                                                                                        | 3     | 1      | 3      | 7      |
| Igor Marenić                                                                                            | 3     | 1      | 2      | 6      |
| Tina Mihelić                                                                                            | 2     | 2      | 0      | 4      |
| Anton Grego, Simo Nikolić                                                                               | 1     | 2      | 0      | 3      |
| Minski Fabris                                                                                           | 1     | 1      | 0      | 2      |
| Karlo Baumann, Tudor Bilić, Vanja Fike, Bojan Grego, Tonko Kuzmanić, Aron Lolić                         | 1     | 0      | 0      | 1      |
| Mate Arapov                                                                                             | 0     | 2      | 0      | 2      |
| Dario Kliba (2), Karlo Kuret                                                                            | 0     | 1      | 1      | 2      |
| Mihaela de Micheli Vitturi, Ante Ivančić, Filip Jurišić, Karlo Krpeljević, Enia Ninčević, Branko Širola | 0     | 1      | 0      | 1      |
| Marin Mišura                                                                                            | 0     | 0      | 2      | 2      |
| Mihovil Fantela, Milan Vujasinović                                                                      | 0     | 0      | 1      | 1      |

| #  |
| -- |
| 1  |
| 2  |
| 3  |
| 4  |
| 5  |
| 6  |
| 7  |
| 8  |
| 9  |
| 10 |
| 11 |
| 12 |

| Jedriličar(ka)                                                                                          | Zlato | Srebro | Bronca | Ukupno |
| --- | ----- | ------ | ------ | ------ |
| Tonči Stipanović (3)                                                                                    | 5     | 1      | 1      | 7      |
| Ivan Kljaković Gašpić                                                                                   | 3     | 3      | 2      | 8      |
| Šime Fantela (2)                                                                                        | 3     | 1      | 3      | 7      |
| Igor Marenić                                                                                            | 3     | 1      | 2      | 6      |
| Tina Mihelić                                                                                            | 2     | 2      | 0      | 4      |
| Anton Grego, Simo Nikolić                                                                               | 1     | 2      | 0      | 3      |
| Minski Fabris                                                                                           | 1     | 1      | 0      | 2      |
| Karlo Baumann, Tudor Bilić, Vanja Fike, Bojan Grego, Tonko Kuzmanić, Aron Lolić                         | 1     | 0      | 0      | 1      |
| Mate Arapov                                                                                             | 0     | 2      | 0      | 2      |
| Dario Kliba (2), Karlo Kuret                                                                            | 0     | 1      | 1      | 2      |
| Mihaela de Micheli Vitturi, Ante Ivančić, Filip Jurišić, Karlo Krpeljević, Enia Ninčević, Branko Širola | 0     | 1      | 0      | 1      |
| Marin Mišura                                                                                            | 0     | 0      | 2      | 2      |
| Mihovil Fantela, Milan Vujasinović                                                                      | 0     | 0      | 1      | 1      |

| # |
| - |
| 1 |
| 2 |
| 3 |
| 4 |
| 5 |
| 6 |

| Posada                                     | Klasa    | Zlato | Srebro | Bronca | Ukupno |
| ------------------------------------------ | -------- | ----- | ------ | ------ | ------ |
| Šime Fantela – Igor Marenić                | 470      | 3     | 1      | 2      | 6      |
| Anton Grego – Simo Nikolić                 | Šljuka   | 1     | 2      | 0      | 3      |
| Tudor Bilić – Tonči Stipanović             | Zvijezda | 1     | 0      | 0      | 1      |
| Ante Ivančić – Branko Širola               | Šljuka   | 0     | 1      | 0      | 1      |
| Mihaela de Micheli Vitturi – Enia Ninčević | 49er FX  | 0     | 1      | 0      | 1      |
| Mihovil Fantela – Šime Fantela             | 49er     | 0     | 0      | 1      | 1      |

| # |
| - |
| 1 |
| 2 |
| 3 |
| 4 |
| 5 |
| 6 |

| Posada                                     | Klasa    | Zlato | Srebro | Bronca | Ukupno |
| ------------------------------------------ | -------- | ----- | ------ | ------ | ------ |
| Šime Fantela – Igor Marenić                | 470      | 3     | 1      | 2      | 6      |
| Anton Grego – Simo Nikolić                 | Šljuka   | 1     | 2      | 0      | 3      |
| Tudor Bilić – Tonči Stipanović             | Zvijezda | 1     | 0      | 0      | 1      |
| Ante Ivančić – Branko Širola               | Šljuka   | 0     | 1      | 0      | 1      |
| Mihaela de Micheli Vitturi – Enia Ninčević | 49er FX  | 0     | 1      | 0      | 1      |
| Mihovil Fantela – Šime Fantela             | 49er     | 0     | 0      | 1      | 1      |

| #                                           | Jedriličar(ka)                                  | Zlato | Srebro | Bronca | Ukupno |
| ------------------------------------------- | ----------------------------------------------- | ----- | ------ | ------ | ------ |
| 49er                                        |                                                 |       |        |        |        |
| 1                                           | Mihovil Fantela, Šime Fantela                   | 0     | 0      | 1      | 1      |
| 49er FX                                     |                                                 |       |        |        |        |
| 1                                           | Mihaela de Micheli Vitturi, Enia Ninčević       | 0     | 1      | 0      | 1      |
| 420                                         |                                                 |       |        |        |        |
| 1                                           | Vanja Fike, Bojan Grego                         | 1     | 0      | 0      | 1      |
| 470                                         |                                                 |       |        |        |        |
| 1                                           | Šime Fantela, Igor Marenić                      | 3     | 1      | 2      | 6      |
| 505                                         |                                                 |       |        |        |        |
| 1                                           | Dario Kliba                                     | 0     | 0      | 1      | 1      |
| Finn                                        |                                                 |       |        |        |        |
| 1                                           | Ivan Kljaković Gašpić                           | 3     | 3      | 2      | 8      |
| 2                                           | Minski Fabris                                   | 1     | 1      | 0      | 2      |
| 3                                           | Karlo Kuret                                     | 0     | 1      | 1      | 2      |
| 4                                           | Marin Mišura                                    | 0     | 0      | 2      | 2      |
| 5                                           | Milan Vujasinović                               | 0     | 0      | 1      | 1      |
| ILCA 7 / Laser / Laser Standard / Laser One |                                                 |       |        |        |        |
| 1                                           | Tonči Stipanović                                | 4     | 0      | 1      | 5      |
| 2                                           | Mate Arapov                                     | 0     | 2      | 0      | 2      |
| 3                                           | Filip Jurišić                                   | 0     | 1      | 0      | 1      |
| ILCA 6 / Laser Radial                       |                                                 |       |        |        |        |
| 1                                           | Tina Mihelić                                    | 2     | 2      | 0      | 4      |
| 2                                           | Tonko Kuzmanić, Aron Lolić                      | 1     | 0      | 0      | 1      |
| 3                                           | Dario Kliba, Karlo Krpeljević, Tonči Stipanović | 0     | 1      | 0      | 1      |
| OK / OK Dinghy                              |                                                 |       |        |        |        |
| 1                                           | Karlo Baumann                                   | 1     | 0      | 0      | 1      |
| Šljuka (Snipe)                              |                                                 |       |        |        |        |
| 1                                           | Anton Grego, Simo Nikolić                       | 1     | 2      | 0      | 3      |
| 2                                           | Ante Ivančić, Branko Širola                     | 0     | 1      | 0      | 1      |
| Zvijezda (Star)                             |                                                 |       |        |        |        |
| 1                                           | Tonči Stipanović                                | 1     | 0      | 0      | 1      |
| 1                                           | Tudor Bilić                                     | 1     | 0      | 0      | 1      |

#### Prvenstvo Istočne hemisfere
Klasa Zvijezda uz svjetska i kontinentalna prvenstva organizira i prvenstva Istočne i Zapadne hemisfere.
| # | Posada                                  | Zlato | Srebro | Bronca | Ukupno |
| - | --------------------------------------- | ----- | ------ | ------ | ------ |
| 1 | Marin Lovrović jr. – Marin Lovrović sr. | 0     | 1      | 0      | 1      |

### Dvobojsko jedrenje

#### Svjetska serija dvobojskog jedrenja
World Match Racing Tour

#### Međunarodna serija dvobojskog jedrenja za žene
Women's International Match Racing Series (pokrenuta 2013.)

#### Europsko prvenstvo
K - kormilar ; T - taktičar
| # | Posada                                                           | Klasa | Zlato | Srebro | Bronca | Ukupno |
| - | ---------------------------------------------------------------- | ----- | ----- | ------ | ------ | ------ |
| 1 | Tonči AntunovićT, Tomislav BašićK, Darko Šupuk, Stjepan Vitaljić | ?     | 0     | 0      | 1      | 1      |

#### Europska serija dvobojskog jedrenja
European Match Race Tour (pokrenut 2017.)
| Kormilar(ka) | EMRT titule | Pobjede | Top3 |
| ------------ | ----------- | ------- | ---- |
| Tonko Rameša |             |         |      |
| Marko Smolić |             |         |      |

### Offshore/Oceanic jedrenje
Offshore Racing Congress (ORC)

#### Svjetsko prvenstvo
K - kormilar ; T - taktičar ; N - navigator
| Posada | Pravilo, Klasa       | Kategorija      | Zlato | Srebro | Bronca | Ukupno |
| --- | -------------------- | --------------- | ----- | ------ | ------ | ------ |
| Boris Bakotić, Ante Botica, Damir Civadelić, Ivo Matić, Mario Šrlj                                                                                             | Melges 24            | Corinthian div. | 2     | 0      | 0      | 3      |
| Boris Bakotić, Ante Botica, Damir Civadelić, Ivo Matić, Mario Šrlj                                                                                             | Melges 24            | generalno       | 0     | 0      | 1      | 3      |
| Boris Bakotić, Ante Česić, Ivan Ivanković, Karlo KuretK, Vladimir Moćan, Srđan Pantović, Željko Perović-Huck, Luka RadelićT, Ante Vanjaka, Duško Vilhar        | IMS 600 (Salona 42R) | Grupa A         | 0     | 0      | 1      | 1      |
| Vladimir Golenić, Darko HajdinjakK, Igor Hrelja, Elvis Kaić, Sebastian Kaić, Borislav Konjuh, Rajko KujundžićT, Robert Scheidl, Miha Špendal, Stjepan Vitaljić | IMS 600 (X-43)       | ?               | 0     | 0      | 1      | 1      |

#### Europsko prvenstvo
K - kormilar ; T - taktičar ; N - navigator
| Posada                                                           | Pravilo, Klasa             | Kategorija      | Zlato | Srebro | Bronca | Ukupno |
| ---------------------------------------------------------------- | -------------------------- | --------------- | ----- | ------ | ------ | ------ |
| Bartul MišuraK, ??T,                                             | IMS 600 (Grand Soleil 56R) | Grupa A         | 1     | 0      | 0      | 1      |
| Ante BoticaK, Damir Civadelić, Max Čarija, Ivo Matić, Mario Šrlj | Melges 24                  | Corinthian div. | 1     | 0      | 0      | 1      |
| Ante BoticaK, Damir Civadelić, Max Čarija, Ivo Matić, Mario Šrlj | Melges 24                  | generalno       | 0     | 1      | 0      | 1      |

## Daske
International Windsurfing Association (IWA), Professional Windsurfing Association (PWA), International Kiteboarding Association (IKA)

### Svjetska prvenstva
IWA: 6. ruj 2021.

IKA: 26. ruj 2017.
| Medalje | WindSurfing         | WindSurfing         | WindSurfing   | WindSurfing   | KiteSurfing         | KiteSurfing         | KiteSurfing   | KiteSurfing   | Ukupno | Ukupno u olimpijskim klasama * |
| ------- | ------------------- | ------------------- | ------------- | ------------- | ------------------- | ------------------- | ------------- | ------------- | ------ | ------------------------------ |
| Medalje | Judged competitions | Judged competitions | Course racing | Course racing | Judged competitions | Judged competitions | Course racing | Course racing | Ukupno | Ukupno u olimpijskim klasama * |
| Medalje | M                   | Ž                   | M             | Ž             | M                   | Ž                   | M             | Ž             | Ukupno | Ukupno u olimpijskim klasama * |
| Zlato   | \                   | \                   | 2             | \             | \                   | \                   | 0             | \             | 2      | 0                              |
| Srebro  | \                   | \                   | 2             | \             | \                   | \                   | 1             | \             | 3      | 0                              |
| Bronca  | \                   | \                   | 0             | \             | \                   | \                   | 0             | \             | 0      | 0                              |

* samo tijekom olimpijskih ciklusa koji završavaju utrkom u toj klasi na OI
| # |
| - |
| 1 |
| 2 |

| Jedriličar(ka) | Tip | Klasa                      | Zlato | Srebro | Bronca | Ukupno |
| -------------- | --- | -------------------------- | ----- | ------ | ------ | ------ |
| Enrico Marotti | W/S | Funboard, IFCA             | 2     | 2      | 0      | 4      |
| Martin Dolenc  | K/S | TwinTip:Racing (TT:R), IKA | 0     | 1      | 0      | 1      |

| # |
| - |
| 1 |
| 2 |

| Jedriličar(ka) | Tip | Klasa                      | Zlato | Srebro | Bronca | Ukupno |
| -------------- | --- | -------------------------- | ----- | ------ | ------ | ------ |
| Enrico Marotti | W/S | Funboard, IFCA             | 2     | 2      | 0      | 4      |
| Martin Dolenc  | K/S | TwinTip:Racing (TT:R), IKA | 0     | 1      | 0      | 1      |

### Europska prvenstva
IWA: 1. svi 2017.

IKA: 19. srp 2017.
| # |
| - |
| 1 |
| 2 |
| 3 |

| Jedriličar(ka) | Tip | Klasa                 | Zlato | Srebro | Bronca | Ukupno |
| -------------- | --- | --------------------- | ----- | ------ | ------ | ------ |
| Martin Dolenc  | K/S | TwinTip:Racing (TT:R) | 1     | 0      | 0      | 1      |
| Enrico Marotti | W/S | Funboard              | 1     | 0      | 0      | 1      |
| Vedrana Brnčić | W/S | Funboard              | 0     | 1      | 0      | 1      |

| # |
| - |
| 1 |
| 2 |
| 3 |

| Jedriličar(ka) | Tip | Klasa                 | Zlato | Srebro | Bronca | Ukupno |
| -------------- | --- | --------------------- | ----- | ------ | ------ | ------ |
| Martin Dolenc  | K/S | TwinTip:Racing (TT:R) | 1     | 0      | 0      | 1      |
| Enrico Marotti | W/S | Funboard              | 1     | 0      | 0      | 1      |
| Vedrana Brnčić | W/S | Funboard              | 0     | 1      | 0      | 1      |

### Svjetski kup
World Sailing održava natjecanje pod nazivom WS World Cup Series (prije ISAF Sailing World Cup), koje se održava od 2008., za pojedine klase. Za neke klase natjecanje Svjetskog kupa organiziraju organizacije članice (IKA, IWA, PWA).
nakon 2018.

izvor:

Pobjednici na barem jednom natjecanju.

bold - aktivni
| Jedriličar(ka) | Pobjede | Postolja | Klasa/pobjeda | Klasa/pobjeda | Org. |   |           |              |    |
| -------------- | ------- | -------- | ------------- | ------------- | ---- | - | --------- | ------------ | -- |
| Jedriličar(ka) | Pobjede | Postolja | Martin Dolenc | 0             | Org. | 1 | kiteboard | Formula Kite | WS |
| Enrico Marotti | 0       | 1        | sailboard     | Funboard      | IWA  |   |           |              |    |
| Enrico Marotti | 1       | 1        | sailboard     |               | PWA  |   |           |              |    |

Ukupna pobjeda
| Jedriličar(ka) | Titule | Godine | Org. |
| -------------- | ------ | ------ | ---- |
| Enrico Marotti | 1      | 2011.  | IFCA |

## Radio-upravljane (RU) jedrilice
| Klase info |
| --- |
| potpuni naziv klase (kratica) ?? (DM) Dragon Force 65 (DF65) International 10 Rater (10R) International Marblehead (M) International One Metre (IOM) International Radio A Class (RA) |

### Svjetsko prvenstvo
| # |                | Klasa      | Zlato | Srebro | Bronca | Ukupno |
| - | -------------- | ---------- | ----- | ------ | ------ | ------ |
| 1 | Zvonko Jelačić | One Metre  | 2     | 0      | 1      | 4      |
| 1 | Zvonko Jelačić | Marblehead | 0     | 0      | 1      | 4      |
| 2 | Ante Kovačević | Marblehead | 0     | 1      | 1      | 2      |
| 3 | Marko Matić    | One Metre  | 0     | 1      | 0      | 1      |
| 4 | Mario Škrlj    | One Metre  | 0     | 0      | 1      | 1      |

### Europsko prvenstvo
| # |                | Klasa      | Zlato | Srebro | Bronca | Ukupno |
| - | -------------- | ---------- | ----- | ------ | ------ | ------ |
| 1 | Zvonko Jelačić | One Metre  | 2     | 1      | 2      | 6      |
| 1 | Zvonko Jelačić | Marblehead | 0     | 0      | 1      | 6      |
| 2 | Jozo Treursić  | DM         | 1     | 0      | 0      | 2      |
| 2 | Jozo Treursić  | 10 Rater   | 1     | 0      | 0      | 2      |
| 3 | Marko Matić    | One Metre  | 1     | 1      | 1      | 3      |
| 3 | Robert Matulja | One Metre  | 1     | 0      | 0      | 1      |
| 4 | Ante Kovačević | One Metre  | 0     | 2      | 0      | 4      |
| 4 | Ante Kovačević | Marblehead | 0     | 1      | 1      | 4      |
| 5 | Lenko Jakelić  | DM         | 0     | 2      | 0      | 4      |
| 5 | Lenko Jakelić  | 10 Rater   | 0     | 1      | 1      | 4      |
| 6 | Mario Škrlj    | One Metre  | 0     | 0      | 1      | 1      |

## #1 jedriličari po rankingu
listopad 2018.

izvor:
1 - prvi jedriličar(ka)/posada po klasi
1m/1ž/1mix - u slučaju klasa u kojima se natječu i muškarci i žene i/ili mix posade: 1m za prvog muškarca/mušku posadu, ako je žena/ženska posada uspjela ranije (suprotno za 1ž/1mix) 
| Klasa         | Klasa                 | Klasa                                       | #1 na ljestvici | #1 na ljestvici                     |
| ------------- | --------------------- | ------------------------------------------- | --------------- | ----------------------------------- |
| m o n o h u l | c e n t r e b o a r d | 49er                                        | ISAF            | Petar Cupać – Pavle Kostov1         |
| m o n o h u l | c e n t r e b o a r d | 470                                         | ISAF            | Šime Fantela – Igor Marenić1        |
| m o n o h u l | c e n t r e b o a r d | Finn                                        | ISAF            | Ivan Kljaković Gašpić, Karlo Kuret1 |
| m o n o h u l | c e n t r e b o a r d | ILCA 6 / Laser Radial                       | ISAF            |                                     |
| m o n o h u l | c e n t r e b o a r d | ILCA 7 / Laser / Laser Standard / Laser One | ISAF            | Tonči Stipanović1                   |
| m o n o h u l |                       |                                             |                 |                                     |
| m o n o h u l | keel boat             | Star (Zvijezda)                             | SSL             | Tonči Stipanović1                   |
|               |                       |                                             |                 |                                     |
| mu lti hu ll  | din ghy - siz ed      | Nacra 17                                    | ISAF            | —                                   |
|               |                       |                                             |                 |                                     |
| b o a r d s   | kite board            | Formula Kite                                | ISAF            | Martin Dolenc1                      |
| b o a r d s   | kite board            | TwinTip:Racing / TT:R                       | IKA             | Martin Dolenc1                      |
| b o a r d s   |                       |                                             |                 |                                     |
| b o a r d s   | sail board            | iQFOiL                                      | WS              | Palma Čargo1                        |

Najbolji plasman u ostalim klasama
Olimpijske klase:
49er FX (Ž): 20. Mihaela De Micheli Vitturi - Enia Ninčević
470 (Ž): 6. Enia Ninčević - Romana Župan
ILCA 6 / Laser Radial (Ž): 4. Tina Mihelić
Nacra: 47. Igor Marenić - Marija Anđela De Micheli Vitturi
RS:X (M): 13. Luka Mratović
RS:X (Ž): 75. Palma Čargo
Dvobojsko jedrenje:

Ranking points can only be gained towards the women's rankings when all crew members are women.
(Open): 9. Tomislav Bašić
(Ž): 22. Petra Kliba
Neolimpijske klase:
Funboard (M): 4. Enrico Marotti
Funboard (Ž): 2. Vedrana Brnčić

## Dobitnici medalje Pierrea de Coubertina
Na Olimpijskim igrama 2008. Pavle Kostov, Petar Cupać i njihov trener Ivan Bulaja posudili su svoju jedrilicu Jonasu Warreru i Martinu Kirketerpu čijoj se jedrilici netom prije starta posljednje utrke slomio jarbol i na taj način im omogućili da osvoje zlato. To su učinili unatoč tome što su i oni izborili pravo nastupa u posljednjoj utrci i za to su dobili Coubertinovu medalju.

## Ostalo
Prvo jedriličarsko društvo u Hrvatskoj, Plav, osnovano je 1876. u Krku. Prvo državno prvenstvo održano je 1930.
Najstarija poznata regata održana u Europi odvila se 1593. između Komiže na Visu i Palagruža. Bila je to regata falkuša, autohtonog hrvatskog broda, koji je 1998. uključen na UNESCO-ov popis svjetske baštine.
Najstariji sportski događaj u povijesti Hrvatske je jedriličarska utrka. Godine 1764. dva ribarska broda koja su predstavljala gradove Split i Makarsku jedrila su od otočića pokraj Milne na Braču do Splita.
Karlo Baumann je prvi hrvatski jedriličar koji je nastupio na OI. Bilo je to 1936. u klasi O-Jolle. On je i prvi hrvatski jedriličar koji je nastupio na OI u dvije različite klase (O-Jolle i Finn).
Najviše nastupa na OI kod muškaraca imaju Petar Cupać i Karlo Kuret (4), a kod žena Tina Mihelić (2).
Karlo Kuret je prvi Hrvat koji je došao na prvo mjesto rangliste Međunarodnog jedriličarskog saveza - ISAF (2003.).
Prve medalje na SP-u: dinghy (centreboard) 1967. Anton Grego - Simo Nikolić, yacht (sail cruisers) 2004. Darko HajdinjakK - Rajko KujundžićT, windsurfing 2016. Enrico Marotti, kiteboarding 2017. Martin Dolenc, keelboat 2021. Tudor Bilić - Tonči Stipanović; žene 2013. Tina Mihelić (prvu medalju na svjetskoj razini osvojila je Gea Barbić na Svjetskim jedriličarskim igrama 2002.).
2010. godine Hrvatska je prvi put u povijesti bila zastupljena na ISAF ranking ljestvici u svih deset olimpijskih klasa i disciplina.
Prvi hrvatski olimpijski višetrupac (Nacra 17) porinut je u studenom 2018.
Dario Salata, rođen u Hrvatskoj, osvojio je medalje na SP-u i EP-u za Italiju.
Državne lige
- D-Marin Hrvatska jedriličarska liga (prva sezona 2018. god.)[40][41]

Mlađe kategorije na svjetskim natjecanjima
nakon 2017.
Kazalo
+N - je broj medalja osvojen na Youth Sailing WCh/SP U20 (na kojem se klase nerijetko mijenjaju) u dotičnoj klasi
|                            | Spol   | Spol   |   |   |   | Ukupno |
| -------------------------- | ------ | ------ | - | - | - | ------ |
| SP U20 *                   | M      | M      | 0 | 4 | 1 | 5      |
| SP U20 *                   | Ž      | Ž      | 1 | 1 | 0 | 2      |
| SP U20 *                   | ekipno | ekipno | 0 | — | — | 0      |
|                            |        |        |   |   |   |        |
| OIM                        | M      | M      | 0 | 0 | 0 | 0      |
| OIM                        | Ž      | Ž      | 0 | 0 | 0 | 0      |
| specijalna prvenstva klasa |        |        |   |   |   |        |
| SP Laser 4.7 (U18)         | M      | M      | 2 | 1 | 4 | 7      |
| SP Laser 4.7 (U18)         | Ž      | Ž      | 1 | 2 | 3 | 6      |
|                            |        |        |   |   |   |        |
| SP Optimist (U16)          | M      | M      | 3 | 3 | 2 | 8      |
| SP Optimist (U16)          | Ž      | Ž      | 0 | 0 | 0 | 0      |
| SP Optimist (U16)          | ekipno | M      |   |   | 1 |        |
|                            |        |        |   |   |   |        |
| SP Formula Kite (U21, U18) | M      | M      | 1 | 1 | 2 | 4      |
| SP Formula Kite (U21, U18) | Ž      | Ž      | 0 | 0 | 0 | 0      |

* klase: 29er, 420, Laser Radial, Nacra 15, RS:X

### Popis regata u Hrvatskoj
| Legenda: daska_K - Kitesurfing/Kiteboarding daska_W - Windsurfing 1 - jednotrupac 1_D/C - Dinghy/Centreboard 1_K - Keelboat 1_Y - Yacht/Sail cruiser/Krstaš Trad. - Tradicijske jedrilice RU - Radio-upravljane jedrilice * - najviši koji je regata imala tijekom svog postojanja ██ regata samo za dobne kategorije ispod seniora ██ prestižne međunarodne gostujuće regate koje se (povremeno) odvijaju u Hrvatskoj ██ međudržavna regata \| Regate s barem 20 izdanja ili 1. regate svoje vrste u Hrvatskoj ili regate posebne u europskim razmjerima (regate europskog ili svjetskog kupa...) ili po nečemu drugome specifične regate (međudržavne regate, gostujuće međunarodne regate...) \| Regate s barem 20 izdanja ili 1. regate svoje vrste u Hrvatskoj ili regate posebne u europskim razmjerima (regate europskog ili svjetskog kupa...) ili po nečemu drugome specifične regate (međudržavne regate, gostujuće međunarodne regate...) \| Regate s barem 20 izdanja ili 1. regate svoje vrste u Hrvatskoj ili regate posebne u europskim razmjerima (regate europskog ili svjetskog kupa...) ili po nečemu drugome specifične regate (međudržavne regate, gostujuće međunarodne regate...) \| Regate s barem 20 izdanja ili 1. regate svoje vrste u Hrvatskoj ili regate posebne u europskim razmjerima (regate europskog ili svjetskog kupa...) ili po nečemu drugome specifične regate (međudržavne regate, gostujuće međunarodne regate...) \| Regate s barem 20 izdanja ili 1. regate svoje vrste u Hrvatskoj ili regate posebne u europskim razmjerima (regate europskog ili svjetskog kupa...) ili po nečemu drugome specifične regate (međudržavne regate, gostujuće međunarodne regate...) \| Regate s barem 20 izdanja ili 1. regate svoje vrste u Hrvatskoj ili regate posebne u europskim razmjerima (regate europskog ili svjetskog kupa...) ili po nečemu drugome specifične regate (međudržavne regate, gostujuće međunarodne regate...) \| Regate s barem 20 izdanja ili 1. regate svoje vrste u Hrvatskoj ili regate posebne u europskim razmjerima (regate europskog ili svjetskog kupa...) ili po nečemu drugome specifične regate (međudržavne regate, gostujuće međunarodne regate...) \| Regate s barem 20 izdanja ili 1. regate svoje vrste u Hrvatskoj ili regate posebne u europskim razmjerima (regate europskog ili svjetskog kupa...) ili po nečemu drugome specifične regate (međudržavne regate, gostujuće međunarodne regate...) \| Regate s barem 20 izdanja ili 1. regate svoje vrste u Hrvatskoj ili regate posebne u europskim razmjerima (regate europskog ili svjetskog kupa...) ili po nečemu drugome specifične regate (međudržavne regate, gostujuće međunarodne regate...) \| \| Tip jedrenja \| Tip jedrilica \| Naziv regate \| G* \| Lokacija / Ruta \| 1. izdanje \| Zadnje izdanje \| Bilješke \| Ref \| \| ------------------------------------------------------------------------------------------------------------------------------------------------------------------------------------------------------------------------------------------------ \| ------------------------------------------------------------------------------------------------------------------------------------------------------------------------------------------------------------------------------------------------ \| ------------------------------------------------------------------------------------------------------------------------------------------------------------------------------------------------------------------------------------------------ \| ------------------------------------------------------------------------------------------------------------------------------------------------------------------------------------------------------------------------------------------------ \| ------------------------------------------------------------------------------------------------------------------------------------------------------------------------------------------------------------------------------------------------ \| ------------------------------------------------------------------------------------------------------------------------------------------------------------------------------------------------------------------------------------------------ \| ------------------------------------------------------------------------------------------------------------------------------------------------------------------------------------------------------------------------------------------------ \| ------------------------------------------------------------------------------------------------------------------------------------------------------------------------------------------------------------------------------------------------------------------------------------------------------------------------------------------------------------------------------------------------------------------------------------------------------------------------------------------------------------------------------------------------------------------------- \| ------------------------------------------------------------------------------------------------------------------------------------------------------------------------------------------------------------------------------------------------ \| \| dvobojsko \| 1_Y \| ACI Cup ACI Match Race Cup \| 1 \| više \| 1987. \| 2012. \| Dubrovnik, Rovinj, Split, Umag; regata je bila dio World Match Racing Tour-a; \| [43][44] [45] \| \| \| formula, slalom \| Adria Cup u Hrvatskoj \| \| više \| barem 2002. \| \| \| [46][47][48] \| \| \| \| Adris RC44 Cup \| \| Rovinj \| 2011. \| 2019. \| dio RC44 Championship Tour-a; održan 3 puta (2012.); 2019. nosi naziv Adris 44Cup; \| [49][50] [51] \| \| \| \| Arena kup \| \| Pula \| 2004. \| jedri se \| regata ima svoju himnu; \| [52][53] \| \| \| \| Belt & Road International Regatta \| \| Punat \| 2024. \| jedri se povremeno \| \| [54][55][56] \| \| \| \| Betinska regata \| \| \| 1976. \| jedri se \| \| \| \| \| \| Biogradska regata / Biograd Cup \| \| Biograd \| 1988. \| jedri se \| \| \| \| \| \| BMW Business Cup \| \| Biograd na Moru \| 2011. \| jedri se povremeno \| \| [57][58] \| \| \| daska_W \| Bol Open \| \| Bol \| 1999. \| jedri se \| bila dio PWA World Toura i imala status IFCA Grand Prix regate; \| \| \| \| 1_Y \| Božićna regata krstaša \| \| Biograd–Zadar \| barem 1996. \| jedri se \| \| \| \| \| 1_Y \| Božićna regata krstaša \| \| Split \| 1995. \| jedri se \| \| \| \| \| \| Brioni Cup \| \| Pula–Fažana–NP Brijuni \| 2005. \| jedri se \| \| \| \| \| Trad. \| Burtiž \| \| Šepurine \| 2007. \| jedri se \| regata nosi ime prema vještini jedrenja latinskim jedrom, odnosno burtižanju; \| [59][60][61] \| \| \| \| Charter World Cup \| \| Šibenik \| 2024. \| jedri se \| \| [62][63][64] \| \| \| \| Clivo Sailing Cup (CSC) \| \| Medulin \| 2018. \| jedri se \| jedna od najpoznatijih jedriličarskih regata za klasu Optimist u svijetu; \| [65][66][67] \| \| regatno \| \| ClubSwan 36 prvenstvo [Swan Croatia Challenge] \| \| Split \| 2022. \| jedri se \| ClubSwan 36 ACI Cup održan 2021. u Rovinju je prva regata ClubSwan 36 održana u Hrvatskoj; \| [68][69][70][71] \| \| regatno \| 1_D/C \| Crikvenička regata \| \| \| \| jedri se \| \| \| \| \| \| Croatia Coast Cup \| \| Biograd na Moru–Rovinj–Biograd na Moru \| \| jedri se \| \| \| \| dvobojsko \| višetrupac \| Croatia Match Cup \| \| Poreč \| 2017. \| ?? \| regata je bila dio World Match Racing Tour-a; imao status World Tour regate koje su kvalifikacijske za World Championship regatu; \| [72] \| \| \| \| Cup Opatije \| \| Opatija \| 1974. \| jedri se \| \| \| \| \| \| D-Marin Farr 40 regata \| \| više \| 2016. \| 2016. \| dio Farr 40 International Circuit-a, odnosno bodovane za posebno organizirano natjecanje pod nazivom Farr 40 Adriatic Circuit Championship 2016; održane dvije regate, jedna u Šibeniku, druga u Zadru; prva regata u klasi Farr 40 u Hrvatskoj; \| [73][74] [75][76] \| \| \| \| Dan Uljanika \| \| Pula \| 1994. \| jedri se \| \| \| \| \| \| Diocletianvs Cup \| \| \| \| \| \| \| \| \| daska_ \| EFPT Croatia \| \| Pelješac \| barem 2015. \| \| European Freestyle Pro Tour; \| [77][78] \| \| \| \| Engineering Challenge Cup \| \| više \| 2001. \| 2010. \| Biograd na Moru (2005., 2010.), Pula (2001.), Split (2004.); najveća privatna međunarodna regata na Mediteranu; natjecanje između jedriličara, predstavnika svjetskih i europskih renomiranih inženjerskih tvrtki; \| [79] \| \| \| \| EuroCup za Flying Dutchman u Hrvatskoj \| \| Pula \| 2023. \| jedri se povremeno \| \| [80][81][82] \| \| dvobojsko \| 1_Y \| Europska serija dvobojskog jedrenja u Hrvatskoj European Match Race Tour \| \| Šibenik \| 2017. \| jedri se \| 2x 2019.; EMRT je ustanovljen 2017.; \| [83][84] \| \| \| \| European Sailing Series u Hrvatskoj \| \| više \| 2022. \| \| \| \| \| navigacijsko \| 1_Y \| Faros maraton \| \| Split–Stari Grad–Split \| barem 2008. \| jedri se \| poznata i kao "Starigradska regata", "Jedriličarski Faros maraton" te "Faros maraton regata"; \| [85][86][87] \| \| \| \| Fiumanka \| \| Rijeka \| 2000. \| jedri se \| \| \| \| \| \| Galijola \| \| Opatija–Galijola–Opatija \| 1983. \| jedri se \| \| \| \| \| 1_Y \| Gladuša \| \| Sali \| 2010. \| jedri se \| poznata i kao "Saljska regata krstaša" te "Najveselija regata na Jadranu"; \| [88][89][90] \| \| \| \| Gradska regata \| \| Split \| 1994. \| jedri se \| \| \| \| \| \| Grobnička regata \| \| Kvarnerski zaljev \| 2006. \| jedri se \| \| \| \| \| \| Hell of Wind \| \| Jadrija \| . \| jedri se \| 30 godina tradicije (???); GPS speed challenge; \| [91][92] \| \| \| RU \| IOM Opatija Cup \| \| Opatija \| 2011. \| jedri se \| \| [93] \| \| \| RU \| IOM Trofej Zente \| \| Split \| 2002. \| jedri se \| \| \| \| \| \| Istarska regata \| \| Umag–Pula \| 1949. \| jedri se \| \| \| \| \| \| Jadranska regata \| \| Vis–Sv. Andrija–Palagruža–Vis \| 2007. \| jedri se \| \| \| \| \| \| Jeanneau Family Cup \| \| Biograd \| 2001. \| jedri se \| \| \| \| \| 1_Y \| Južnodalmatinska regata \| \| Orebić–Dubrovnik \| 1981. \| jedri se \| najviše brodova (62) bilo je 1994.; \| [94][95][96][97] \| \| \| \| Karneval kup \| \| Opatija \| 1995. \| jedri se \| \| \| \| \| \| Karnevalska regata \| \| Biograd \| 2001. \| jedri se \| \| \| \| \| \| Kepertov memorijal \| \| Zagreb (Jarun) \| 1989. \| jedri se \| \| \| \| \| \| Komiška regata \| \| Split–Komiža–Split \| 1992. \| jedri se \| \| \| \| \| \| Kornati Cup \| \| \| 1985. \| jedri se \| \| [98][99] \| \| \| 1_Y \| Kraljevačka regata krstaša \| \| Kraljevica \| 1995. \| jedri se \| \| \| \| \| Trad. \| Krapanjsko idro \| \| Krapanj \| 2014. \| jedri se \| poznata i kao "Krapanjska regata na latinsko idro"; \| \| \| \| Trad. \| Krčka jedra – regata tradicionalnih drvenih jedrilica \| \| Krčki zaljev \| 1998. \| jedri se \| održava se i regata Krčka jedra za krstaše; \| [100][101][102] \| \| \| \| Kup Branka Iljadice Rape (od 2017.) / Kup Jadranske banke \| \| Šibenik \| . \| jedri se \| \| [103][104] \| \| \| 1_Y \| Kup Dubašnice \| \| Malinska \| 1999. \| jedri se \| \| [105] \| \| \| \| Kup Kairos \| \| Trogir \| \| jedri se \| \| \| \| \| \| Kup Kaštelanskog zaljeva / KUKA \| \| – \| 2008. \| jedri se \| \| [106][107][108] \| \| \| \| Kup Lošinja \| \| – \| oko 2000. \| jedri se \| \| \| \| \| daska_W \| Kup Neretve \| \| ušće Neretve \| \| jedri se \| \| \| \| \| 1_D/C \| Kup Sv. Krševana \| \| Zadar \| barem 2006. \| jedri se \| \| \| \| \| \| Kup Vitrenjaka \| \| \| \| jedri se \| \| \| \| \| 1_Y \| Kvarnerska regata \| \| Kvarnerski zaljev \| 1958. \| jedri se \| \| [109] \| \| \| \| La Duecento / La Duecento per due / La 200 \| \| Caorle–Susak–Caorle \| 1995. \| jedri se \| \| [110][111][112][113] \| \| \| \| La Cinquecento / La Cinquecento per due / La 500 \| \| Caorle–Susak–Tremiti–Susak–Caorle \| 1975. \| jedri se \| \| [114][115][116][117] \| \| \| 1_Y \| La mula de Parenzo \| \| Poreč \| \| jedri se \| nosi naziv po poznatoj narodnoj pjesmi; \| \| \| \| 1_Y \| Labinska republika Rabačka regata krstaša \| \| Rabac \| 2006. \| jedri se \| pod nazivom “Rabačka regata krstaša” održavala se do 2009. godine \| [118] \| \| \| Trad. \| Lantina / Jezerska lantina \| \| Jezera \| 2012. \| jedri se \| \| \| \| \| 1_Y \| Lapadska regata \| \| Dubrovnik (Koločepski kanal) \| \| jedri se \| \| \| \| regatno \| 1_D/C \| Laser Europa Cup u Hrvatskoj \| \| \| \| jedri se \| \| \| \| \| Trad. \| Latinskin idrun na kureja \| \| Zlarin \| 2006. \| jedri se \| poznata i kao "Zlarinska regata latinskog idra"; regata gajeta, leuta i kaića s latinskin jedrom; \| [119] \| \| \| Trad. \| Latinsko idro \| \| Murter \| 1998. \| jedri se \| prva i najstarija hrvatska regata tradicijskih brodova; \| [120][121] \| \| \| \| Lions cup / Lions regatta \| \| \| 1999. \| jedri se \| \| [122] \| \| \| 1_Y \| Lošinjska regata krstaša \| \| \| 1983. \| jedri se \| \| \| \| \| \| Lovranska regata - Marunada \| \| \| 2001. \| jedri se \| \| \| \| \| \| Mala noćna regata / Pequeña regata nocturna \| \| Postira (Brač) \| 2007. \| jedri se \| jedina hrvatska regata koja se jedri po noći, pod svjetlima reflektora; odvija se zahvaljujući jedinstvenom prirodnom fenomenu – noćnoj zračnoj struji zvanoj ‘gažul’ koja se s Vidove gore, najviše točke na Jadranu, za ljetnih noći spušta u postirsku luku; noćno jedrenje je tradicija koja u Postirama postoji stotinu godina, otprilike od vremena kada se brod počeo koristiti i u druge svrhe, a ne samo za ribarenje; maksimalan broj jedrilica koje mogu sudjelovati je 15; \| [123][124] \| \| \| \| Melges 24 European Sailing Series u Hrvatskoj \| \| više \| \| jedri se \| Ičići, Opatija, Split, Trogir...; \| [125][126][127][128] \| \| \| 1_Y \| Memorijal kapetana Marka Marinovića / Memorijal Marinović \| \| \| 2004. \| jedri se \| \| [129] \| \| \| \| Memorijal Nerio Vok \| \| Trst–Umag–Trst \| \| jedri se \| \| [130] \| \| \| \| Memorijal Zdenko Roić \| \| Hvar \| 1981. \| jedri se \| \| [131][132] \| \| \| \| Memorijal Zlatan Pečenković \| \| Pula \| 2007. \| jedri se \| \| [133] \| \| \| \| Mrdujska regata / Mrduja \| \| Split–Mrduja–Split \| 1927. \| jedri se \| najstarija regata u Hrvatskoj; nije održavana od 1941. do uključujući 1945.; \| [134][135] \| \| \| višetrupac \| Murter Challenge \| \| Murter \| 2015. \| jedri se \| poznata i kao "Murter Challenge Catamaran Race"; \| \| \| formula race twin tip race freestyle \| daska_K \| Neretva Kite Open \| \| ušće Neretve \| 2014. \| jedri se \| povremeno bodovana za svjetski kup; \| \| \| \| Trad. \| Nerezinska regata tradicijskih barki na jedra \| \| Nerezine (Lošinj) \| 2011. 1954. 1920. \| jedri se \| održavana do 1941., obnovljena 1954. i održavana do 1966., obnovljena 2011. i održavana do 2018. \| [136] \| \| \| \| Novigradska regata - Kup Svetog Pelagija \| \| Novigrad, Porporela \| \| jedri se \| \| \| \| \| \| Novogodišnja regata \| \| Hvar \| 1975. \| jedri se \| \| [137] \| \| \| \| Offshore challenge regata \| \| Biograd na Moru–Dubrovnik–Biograd na Moru \| \| jedri se \| organizira se svake druge godine; \| [138] \| \| \| 1_Y \| Omišjanska regata krstaša / Omišaljska regata krstaša \| \| \| \| jedri se \| \| \| \| \| \| Omišjanska regata RU jedrilica / Omišaljska regata RU jedrilica \| \| Omišalj \| prije 2003. \| jedri se \| od 2004. do 2010. nije se održavala; \| [139] \| \| \| višetrupac \| Pakoška regata Regata malih katamarana Pakoštane \| \| Pakoštane \| 2009. \| jedri se \| prva regata malih sportskih katamarana u Hrvatskoj; \| [140] \| \| \| \| Pomurska regata \| \| Murter–Žakan–Murter \| 2002. \| jedri se \| \| \| \| \| \| Primorska regata \| \| Rijeka–Cres \| 1982. \| jedri se \| \| \| \| \| 1_Y \| Pulska regata \| \| Pula \| 1965. \| jedri se \| \| \| \| \| \| Rabačka regata \| \| \| 1973. \| jedri se \| \| [141] \| \| \| \| Regata 1000 otoka / Thousand Islands Race \| \| Rijeka–Tivat–Rijeka Rijeka–Dubrovnik–Rijeka \| 2013. \| jedri se \| \| [142] \| \| \| \| Regata Barbanske rivijere \| \| Raški zaljev \| 2011. \| jedri se \| \| \| \| \| \| Regata hrvatskih mornara \| \| Makarska \| 1995. \| jedri se \| obilježavanje Dana Hrvatske mornarice; \| [143] \| \| \| \| Regata "In memoriam Alen Bruketa" \| \| Zadar–Veli Iž–Zadar \| 1995. \| jedri se \| \| \| \| \| \| Regata Jabuka \| \| Vodice–Jabuka–Vodice \| 2003. \| jedri se \| poznata i kao "Jabučna regata"; \| [144] \| \| \| višetrupac \| Regata malih katamarana Primošten \| \| Primošten \| 2009. \| jedri se \| \| \| \| \| \| Regata Monfalcone - Umag - Monfalcone \| \| Monfalcone–Umag–Monfalcone \| 1985. \| jedri se \| \| [145] \| \| \| \| Regata oko Dugog otoka / Round Long Island Race \| \| – \| 2014. \| jedri se \| za 10. izdanje 2024. natjecatelji su sami birali s koje strane će obići Dugi otok; \| [146] \| \| \| \| Regata ol postirske Fjere \| \| Postira–Omiš–Dugi Rat–Supetar–Postira \| 2009. \| jedri se \| \| [147] \| \| \| \| Regata Pesaro - Pula - Pesaro \| \| Pesaro–Pula–Pesaro \| 1985. \| jedri se \| službenog naziva "Sulla Rotta dei Trabaccoli"; \| [148] \| \| \| \| Regata Ravenna - Umag - Ravenna \| \| Ravenna–Umag–Ravenna \| \| jedri se \| \| [149] \| \| \| \| Regata ribarskog tjedna \| \| \| \| jedri se \| \| \| \| \| \| Regata Sv. Duje \| \| \| \| jedri se \| \| \| \| \| \| Regata Sv. Kvirina \| \| \| 1992. \| jedri se \| \| \| \| \| \| Regata Sv. Mihovila \| \| Šibenik \| \| jedri se \| \| \| \| regatno \| 1_D/C \| Regata Sv. Nikola \| \| Pula \| 1992. \| jedri se \| \| \| \| \| 1_D/C \| Regata Sv. Nikola \| \| Biograd \| 2000. \| jedri se \| \| \| \| \| \| Regata Sv. Nikole za samce i dvojce \| \| Split–Lastovo–Palagruža–Komiža \| 2002. \| jedri se \| izvorno bila samo za samce; \| [150][151] \| \| \| \| Regata Sv. Roko \| \| Sv. Filip i Jakov \| 1999. \| jedri se \| \| \| \| \| \| Regata Sv. Stošije i regata gradova prijatelja \| \| Biograd \| 2001. \| jedri se \| \| [152] \| \| \| \| Regata Sv. Valentina \| \| \| \| jedri se \| poznata i kao "Regata Kanalom ljubavi" jer se održava u kanalu koji objedinjuje "otok Ljubavi/otok Sastajanja - Sv. Katarina, otok Suza - Planac, otok Srce - Galešnjak, otok Vrtiguza - Čavatul" \| [153] \| \| \| 1_Y \| Regata Sv. Vid \| \| Rijeka \| 2004. \| jedri se \| \| \| \| \| \| Regata Trani - Dubrovnik \| \| Trani–Dubrovnik \| 2005. \| jedri se \| službenog naziva "Trofeo Challenge Antonio Pennetti", poznata i kao "(Trofeo) Pennetti Challenge", "Trofeo Challenge Trani Dubrovnik"; \| [154] \| \| \| \| Regata Velebitskog kanala \| \| \| \| jedri se \| \| \| \| \| \| Regata Vieste - Lastovo \| \| Vieste–Lastovo \| 2015. \| jedri se \| službenog naziva "Regata dei Parchi" jedna je od regata iz serije "Regate del Gargano"; \| [155] \| \| \| Trad. \| Regata za dušu i tilo \| \| Betina \| 2003. \| jedri se \| gajete, leuti i kaići s latinskim jedrom; odaje se počast betinskim kalafatima, majstorima tradicijske drvene brodogradnje čija flota čini oko 70 posto ukupnog broja drvenih brodova koji danas plove hrvatskim dijelom Jadrana; \| [156][157] \| \| \| \| Regata za prehodni pokal JK Odisej \| \| Murter \| 1988. \| jedri se \| \| \| \| \| RU \| Riječka regata RU jedrilica \| \| Rijeka \| 1995. \| jedri se \| \| \| \| \| RU \| Rogoznički kup / Rogoznička regata modela \| \| Rogoznica \| 2007. \| jedri se \| \| [158] \| \| \| Trad. \| Rota palagružona \| \| Komiža–Palagruža \| 2010. 1593. \| jedri se \| obnovljena 2010. - prva poznata regata održana je 1593., a posljednja 1936.; prva u Hrvatskoj obnovljena povijesna regata; najstarija regata u Europi - obzirom na povijesni kontekst: 1177. su komiški ribari svojim falkušama dočekali na Palagruži papu Aleksandra III.; najstarija i najduža jadranska povijesna regata, s tradicijom dužom od tisuću godina, koju su od davnina veslali i jedrili komiški ribari; Rota je jedinstvena i po tome što se nalazi na najstarijem transjadranskom plovnom putu, na ruti između Gargana i Punte Planke, na Diomedovu putu; \| [159][160] \| \| \| \| Rotary regatta Zadar \| \| \| 1998. \| jedri se \| poznata i kao "Charity Rotary (Sailing) Regatta Zadar"; \| \| \| \| Trad. \| Rovinjska regata tradicijskih barki \| \| Rovinj \| 2005. \| jedri se \| dulji naziv regate je "Rovinjska regata tradicijskih barki s oglavnim i latinskim jedrom"; \| [161][162][163] \| \| \| \| Samoborska regata \| \| \| 2014. 2007. \| jedri se \| prvih 7 izdanja održano kao neslužbena regata pod nazivom "Samobor Cup"; \| [164] \| \| \| 1_Y \| Selce Open \| \| Selce \| 2000. \| jedri se \| \| \| \| \| \| Senjska regata \| \| Senj \| 1993. \| jedri se \| \| \| \| slalom \| daska_W \| Shimuni Open \| \| Šimuni (Pag) \| 2008. \| jedri se \| \| \| \| \| višetrupac \| Shimuni Open \| \| Šimuni (Pag) \| 2010. \| jedri se \| \| \| \| slalom \| daska_K \| Shimuni Open \| \| Šimuni (Pag) \| 2011. \| jedri se \| \| \| \| course race freestyle \| daska_K \| Split Open \| \| Split \| 2010. \| jedri se \| \| [165] \| \| \| 1_Y \| Splitova regata krstaša \| \| Split–Jelsa–Split \| 1954. \| jedri se \| \| \| \| \| \| Sušac 100x2 \| \| Split–Sušac–Split \| 1996. \| jedri se \| sustav razvrstanja/hendikep/premjer koji se koristi na regati naziva se Sušac Open i razvijen je isključivo za ovu regatu i na njoj se kontinuirano koristi - uz njega povremeno se koriste i drugi (NHP, IRC, THC); 100×2 - jer na jedrilicama smiju biti samo dva člana posade te u jednom dahu moraju odjedriti 100 milja; \| [166][167][168] \| \| dvobojsko \| 1_Y, višetrupac \| Svjetska serija dvobojskog jedrenja u Hrvatskoj World Match Racing Tour \| \| više \| \| jedri se povremeno \| održavan u sklopu ACI Cupa (??.-??.), Croatia Match Cupa (2017.-??.); \| \| \| \| daska_K \| Svjetski kupovi u kitesurfingu u Hrvatskoj \| \| više \| \| jedri se povremeno \| \| \| \| \| daska_W \| Svjetski kupovi u windsurfingu u Hrvatskoj \| \| više \| \| jedri se povremeno \| \| \| \| \| 1_Y \| Šibenska regata krstaša \| \| \| 2000. \| jedri se \| \| [169] \| \| \| RU \| Šibenska regata modela \| \| Šibenik \| 1996. \| jedri se \| \| \| \| \| 1_Y \| Šoltanska regata \| \| Split–Stomorska–Split \| 2006. \| jedri se \| \| [170] \| \| \| \| The Race – regata tisuću milja \| \| Biograd na Moru–Lefkas–Biograd na Moru \| \| jedri se \| organizira se svake treće godine; \| [171] \| \| \| 1_Y \| TP52 Super Series u Hrvatskoj \| \| više \| 2018. \| \| jedna od najjačih svjetskih jedriličarskih serija; održane su dvije regate: prva u Šibeniku, druga u Zadru; najavljena je ponovno za 2020. \| [172] \| \| \| RU \| Trofej Splita za klasu DF65 \| \| Split \| 2020.ili2021. \| jedri se \| \| [173] \| \| \| \| Uskršnja regata \| \| Hvar \| 1997. \| jedri se \| \| \| \| \| Trad. \| Van škvare \| \| Betina \| 2015. \| jedri se \| \| [174] \| \| \| \| Velika nagrada grada Zagreba \| \| Zagreb (Jarun) \| 1993. \| jedri se \| \| \| \| \| daska_W \| Viganj Open \| \| Viganj \| barem 2010. \| \| povremeno bodovana za svjetski kup; prva regata u Vignju koja je bila dijelom SK-a održana je još 1989. \| [175][176][177][178] \| \| \| 1_Y \| Viška regata krstaša \| \| Split–Vis–Split \| 1945. \| jedri se \| \| [179] \| \| slalom \| daska_W \| Volosko Open \| \| Opatija (Volosko) \| barem 2005. \| jedri se \| \| \| \| \| \| Zadarska koka \| \| Zadarski kanal \| 2005. \| jedri se \| naziv je dobila po trgovačkom jedrenjaku Chocha koji je u Zadar uplovio 22. listopada 1398. u čiji se spomen i održava; \| [180] \| \| \| 1_Y \| Zadarska regata \| \| Zadarski kanal \| \| jedri se \| \| \| \| ekipno \| \| Zagrebačka proljetna regata \| \| Zagreb (Jarun) \| 1996. \| jedri se \| \| \| \| \| 1_Y \| Zagrebačka regata (krstaša) Zagrebačka - Biograd proljetna regata \| \| Biograd Biograd–Žminjak–Biograd \| 1983. \| jedri se \| \| \| \| \| 1_Y \| Zlarinska regata krstaša \| \| Zlarin \| 2003. \| jedri se \| \| \| - Prva regata RU jedrilica Dragon Force 65 (DF65) u Hrvatskoj održana je 2015. u Biogradu na Moru. - Prvenstvo Srednje Europe u jedrenju na dasci, Viganj |                 |                                                                          |    |                                             |                   |                    | |                                 |
| Regate s barem 20 izdanja ili 1. regate svoje vrste u Hrvatskoj ili regate posebne u europskim razmjerima (regate europskog ili svjetskog kupa...) ili po nečemu drugome specifične regate (međudržavne regate, gostujuće međunarodne regate...) |                 |                                                                          |    |                                             |                   |                    | |                                 |
| Tip jedrenja | Tip jedrilica   | Naziv regate                                                             | G* | Lokacija / Ruta                             | 1. izdanje        | Zadnje izdanje     | Bilješke | Ref                             |
| dvobojsko | 1_Y             | ACI Cup ACI Match Race Cup                                               | 1  | više                                        | 1987.             | 2012.              | Dubrovnik, Rovinj, Split, Umag; regata je bila dio World Match Racing Tour-a; | [ 43 ] [ 44 ] [ 45 ]            |
| | formula, slalom | Adria Cup u Hrvatskoj                                                    |    | više                                        | barem 2002.       |                    | | [ 46 ] [ 47 ] [ 48 ]            |
| |                 | Adris RC44 Cup                                                           |    | Rovinj                                      | 2011.             | 2019.              | dio RC44 Championship Tour-a; održan 3 puta (2012.); 2019. nosi naziv Adris 44Cup; | [ 49 ] [ 50 ] [ 51 ]            |
| |                 | Arena kup                                                                |    | Pula                                        | 2004.             | jedri se           | regata ima svoju himnu; | [ 52 ] [ 53 ]                   |
| |                 | Belt & Road International Regatta                                        |    | Punat                                       | 2024.             | jedri se povremeno | | [ 54 ] [ 55 ] [ 56 ]            |
| |                 | Betinska regata                                                          |    |                                             | 1976.             | jedri se           | |                                 |
| |                 | Biogradska regata / Biograd Cup                                          |    | Biograd                                     | 1988.             | jedri se           | |                                 |
| |                 | BMW Business Cup                                                         |    | Biograd na Moru                             | 2011.             | jedri se povremeno | | [ 57 ] [ 58 ]                   |
| | daska_W         | Bol Open                                                                 |    | Bol                                         | 1999.             | jedri se           | bila dio PWA World Toura i imala status IFCA Grand Prix regate; |                                 |
| | 1_Y             | Božićna regata krstaša                                                   |    | Biograd–Zadar                               | barem 1996.       | jedri se           | |                                 |
| | 1_Y             | Božićna regata krstaša                                                   |    | Split                                       | 1995.             | jedri se           | |                                 |
| |                 | Brioni Cup                                                               |    | Pula–Fažana–NP Brijuni                      | 2005.             | jedri se           | |                                 |
| | Trad.           | Burtiž                                                                   |    | Šepurine                                    | 2007.             | jedri se           | regata nosi ime prema vještini jedrenja latinskim jedrom, odnosno burtižanju; | [ 59 ] [ 60 ] [ 61 ]            |
| |                 | Charter World Cup                                                        |    | Šibenik                                     | 2024.             | jedri se           | | [ 62 ] [ 63 ] [ 64 ]            |
| |                 | Clivo Sailing Cup (CSC)                                                  |    | Medulin                                     | 2018.             | jedri se           | jedna od najpoznatijih jedriličarskih regata za klasu Optimist u svijetu; | [ 65 ] [ 66 ] [ 67 ]            |
| regatno |                 | ClubSwan 36 prvenstvo [Swan Croatia Challenge]                           |    | Split                                       | 2022.             | jedri se           | ClubSwan 36 ACI Cup održan 2021. u Rovinju je prva regata ClubSwan 36 održana u Hrvatskoj; | [ 68 ] [ 69 ] [ 70 ] [ 71 ]     |
| regatno | 1_D/C           | Crikvenička regata                                                       |    |                                             |                   | jedri se           | |                                 |
| |                 | Croatia Coast Cup                                                        |    | Biograd na Moru–Rovinj–Biograd na Moru      |                   | jedri se           | |                                 |
| dvobojsko | višetrupac      | Croatia Match Cup                                                        |    | Poreč                                       | 2017.             | ??                 | regata je bila dio World Match Racing Tour-a; imao status World Tour regate koje su kvalifikacijske za World Championship regatu; | [ 72 ]                          |
| |                 | Cup Opatije                                                              |    | Opatija                                     | 1974.             | jedri se           | |                                 |
| |                 | D-Marin Farr 40 regata                                                   |    | više                                        | 2016.             | 2016.              | dio Farr 40 International Circuit-a, odnosno bodovane za posebno organizirano natjecanje pod nazivom Farr 40 Adriatic Circuit Championship 2016; održane dvije regate, jedna u Šibeniku, druga u Zadru; prva regata u klasi Farr 40 u Hrvatskoj; | [ 73 ] [ 74 ] [ 75 ] [ 76 ]     |
| |                 | Dan Uljanika                                                             |    | Pula                                        | 1994.             | jedri se           | |                                 |
| |                 | Diocletianvs Cup                                                         |    |                                             |                   |                    | |                                 |
| | daska_          | EFPT Croatia                                                             |    | Pelješac                                    | barem 2015.       |                    | European Freestyle Pro Tour; | [ 77 ] [ 78 ]                   |
| |                 | Engineering Challenge Cup                                                |    | više                                        | 2001.             | 2010.              | Biograd na Moru (2005., 2010.), Pula (2001.), Split (2004.); najveća privatna međunarodna regata na Mediteranu; natjecanje između jedriličara, predstavnika svjetskih i europskih renomiranih inženjerskih tvrtki; | [ 79 ]                          |
| |                 | EuroCup za Flying Dutchman u Hrvatskoj                                   |    | Pula                                        | 2023.             | jedri se povremeno | | [ 80 ] [ 81 ] [ 82 ]            |
| dvobojsko | 1_Y             | Europska serija dvobojskog jedrenja u Hrvatskoj European Match Race Tour |    | Šibenik                                     | 2017.             | jedri se           | 2x 2019.; EMRT je ustanovljen 2017.; | [ 83 ] [ 84 ]                   |
| |                 | European Sailing Series u Hrvatskoj                                      |    | više                                        | 2022.             |                    | |                                 |
| navigacijsko | 1_Y             | Faros maraton                                                            |    | Split–Stari Grad–Split                      | barem 2008.       | jedri se           | poznata i kao "Starigradska regata", "Jedriličarski Faros maraton" te "Faros maraton regata"; | [ 85 ] [ 86 ] [ 87 ]            |
| |                 | Fiumanka                                                                 |    | Rijeka                                      | 2000.             | jedri se           | |                                 |
| |                 | Galijola                                                                 |    | Opatija–Galijola–Opatija                    | 1983.             | jedri se           | |                                 |
| | 1_Y             | Gladuša                                                                  |    | Sali                                        | 2010.             | jedri se           | poznata i kao "Saljska regata krstaša" te "Najveselija regata na Jadranu"; | [ 88 ] [ 89 ] [ 90 ]            |
| |                 | Gradska regata                                                           |    | Split                                       | 1994.             | jedri se           | |                                 |
| |                 | Grobnička regata                                                         |    | Kvarnerski zaljev                           | 2006.             | jedri se           | |                                 |
| |                 | Hell of Wind                                                             |    | Jadrija                                     | .                 | jedri se           | 30 godina tradicije (???); GPS speed challenge; | [ 91 ] [ 92 ]                   |
| | RU              | IOM Opatija Cup                                                          |    | Opatija                                     | 2011.             | jedri se           | | [ 93 ]                          |
| | RU              | IOM Trofej Zente                                                         |    | Split                                       | 2002.             | jedri se           | |                                 |
| |                 | Istarska regata                                                          |    | Umag–Pula                                   | 1949.             | jedri se           | |                                 |
| |                 | Jadranska regata                                                         |    | Vis–Sv. Andrija–Palagruža–Vis               | 2007.             | jedri se           | |                                 |
| |                 | Jeanneau Family Cup                                                      |    | Biograd                                     | 2001.             | jedri se           | |                                 |
| | 1_Y             | Južnodalmatinska regata                                                  |    | Orebić–Dubrovnik                            | 1981.             | jedri se           | najviše brodova (62) bilo je 1994.; | [ 94 ] [ 95 ] [ 96 ] [ 97 ]     |
| |                 | Karneval kup                                                             |    | Opatija                                     | 1995.             | jedri se           | |                                 |
| |                 | Karnevalska regata                                                       |    | Biograd                                     | 2001.             | jedri se           | |                                 |
| |                 | Kepertov memorijal                                                       |    | Zagreb (Jarun)                              | 1989.             | jedri se           | |                                 |
| |                 | Komiška regata                                                           |    | Split–Komiža–Split                          | 1992.             | jedri se           | |                                 |
| |                 | Kornati Cup                                                              |    |                                             | 1985.             | jedri se           | | [ 98 ] [ 99 ]                   |
| | 1_Y             | Kraljevačka regata krstaša                                               |    | Kraljevica                                  | 1995.             | jedri se           | |                                 |
| | Trad.           | Krapanjsko idro                                                          |    | Krapanj                                     | 2014.             | jedri se           | poznata i kao "Krapanjska regata na latinsko idro"; |                                 |
| | Trad.           | Krčka jedra – regata tradicionalnih drvenih jedrilica                    |    | Krčki zaljev                                | 1998.             | jedri se           | održava se i regata Krčka jedra za krstaše; | [ 100 ] [ 101 ] [ 102 ]         |
| |                 | Kup Branka Iljadice Rape (od 2017.) / Kup Jadranske banke                |    | Šibenik                                     | .                 | jedri se           | | [ 103 ] [ 104 ]                 |
| | 1_Y             | Kup Dubašnice                                                            |    | Malinska                                    | 1999.             | jedri se           | | [ 105 ]                         |
| |                 | Kup Kairos                                                               |    | Trogir                                      |                   | jedri se           | |                                 |
| |                 | Kup Kaštelanskog zaljeva / KUKA                                          |    | –                                           | 2008.             | jedri se           | | [ 106 ] [ 107 ] [ 108 ]         |
| |                 | Kup Lošinja                                                              |    | –                                           | oko 2000.         | jedri se           | |                                 |
| | daska_W         | Kup Neretve                                                              |    | ušće Neretve                                |                   | jedri se           | |                                 |
| | 1_D/C           | Kup Sv. Krševana                                                         |    | Zadar                                       | barem 2006.       | jedri se           | |                                 |
| |                 | Kup Vitrenjaka                                                           |    |                                             |                   | jedri se           | |                                 |
| | 1_Y             | Kvarnerska regata                                                        |    | Kvarnerski zaljev                           | 1958.             | jedri se           | | [ 109 ]                         |
| |                 | La Duecento / La Duecento per due / La 200                               |    | Caorle–Susak–Caorle                         | 1995.             | jedri se           | | [ 110 ] [ 111 ] [ 112 ] [ 113 ] |
| |                 | La Cinquecento / La Cinquecento per due / La 500                         |    | Caorle–Susak–Tremiti–Susak–Caorle           | 1975.             | jedri se           | | [ 114 ] [ 115 ] [ 116 ] [ 117 ] |
| | 1_Y             | La mula de Parenzo                                                       |    | Poreč                                       |                   | jedri se           | nosi naziv po poznatoj narodnoj pjesmi; |                                 |
| | 1_Y             | Labinska republika Rabačka regata krstaša                                |    | Rabac                                       | 2006.             | jedri se           | pod nazivom “Rabačka regata krstaša” održavala se do 2009. godine | [ 118 ]                         |
| | Trad.           | Lantina / Jezerska lantina                                               |    | Jezera                                      | 2012.             | jedri se           | |                                 |
| | 1_Y             | Lapadska regata                                                          |    | Dubrovnik (Koločepski kanal)                |                   | jedri se           | |                                 |
| regatno | 1_D/C           | Laser Europa Cup u Hrvatskoj                                             |    |                                             |                   | jedri se           | |                                 |
| | Trad.           | Latinskin idrun na kureja                                                |    | Zlarin                                      | 2006.             | jedri se           | poznata i kao "Zlarinska regata latinskog idra"; regata gajeta, leuta i kaića s latinskin jedrom; | [ 119 ]                         |
| | Trad.           | Latinsko idro                                                            |    | Murter                                      | 1998.             | jedri se           | prva i najstarija hrvatska regata tradicijskih brodova; | [ 120 ] [ 121 ]                 |
| |                 | Lions cup / Lions regatta                                                |    |                                             | 1999.             | jedri se           | | [ 122 ]                         |
| | 1_Y             | Lošinjska regata krstaša                                                 |    |                                             | 1983.             | jedri se           | |                                 |
| |                 | Lovranska regata - Marunada                                              |    |                                             | 2001.             | jedri se           | |                                 |
| |                 | Mala noćna regata / Pequeña regata nocturna                              |    | Postira (Brač)                              | 2007.             | jedri se           | jedina hrvatska regata koja se jedri po noći, pod svjetlima reflektora; odvija se zahvaljujući jedinstvenom prirodnom fenomenu – noćnoj zračnoj struji zvanoj ‘gažul’ koja se s Vidove gore, najviše točke na Jadranu, za ljetnih noći spušta u postirsku luku; noćno jedrenje je tradicija koja u Postirama postoji stotinu godina, otprilike od vremena kada se brod počeo koristiti i u druge svrhe, a ne samo za ribarenje; maksimalan broj jedrilica koje mogu sudjelovati je 15;                                                                                    | [ 123 ] [ 124 ]                 |
| |                 | Melges 24 European Sailing Series u Hrvatskoj                            |    | više                                        |                   | jedri se           | Ičići, Opatija, Split, Trogir...; | [ 125 ] [ 126 ] [ 127 ] [ 128 ] |
| | 1_Y             | Memorijal kapetana Marka Marinovića / Memorijal Marinović                |    |                                             | 2004.             | jedri se           | | [ 129 ]                         |
| |                 | Memorijal Nerio Vok                                                      |    | Trst–Umag–Trst                              |                   | jedri se           | | [ 130 ]                         |
| |                 | Memorijal Zdenko Roić                                                    |    | Hvar                                        | 1981.             | jedri se           | | [ 131 ] [ 132 ]                 |
| |                 | Memorijal Zlatan Pečenković                                              |    | Pula                                        | 2007.             | jedri se           | | [ 133 ]                         |
| |                 | Mrdujska regata / Mrduja                                                 |    | Split–Mrduja–Split                          | 1927.             | jedri se           | najstarija regata u Hrvatskoj; nije održavana od 1941. do uključujući 1945.; | [ 134 ] [ 135 ]                 |
| | višetrupac      | Murter Challenge                                                         |    | Murter                                      | 2015.             | jedri se           | poznata i kao "Murter Challenge Catamaran Race"; |                                 |
| formula race twin tip race freestyle | daska_K         | Neretva Kite Open                                                        |    | ušće Neretve                                | 2014.             | jedri se           | povremeno bodovana za svjetski kup; |                                 |
| | Trad.           | Nerezinska regata tradicijskih barki na jedra                            |    | Nerezine (Lošinj)                           | 2011. 1954. 1920. | jedri se           | održavana do 1941., obnovljena 1954. i održavana do 1966., obnovljena 2011. i održavana do 2018. | [ 136 ]                         |
| |                 | Novigradska regata - Kup Svetog Pelagija                                 |    | Novigrad, Porporela                         |                   | jedri se           | |                                 |
| |                 | Novogodišnja regata                                                      |    | Hvar                                        | 1975.             | jedri se           | | [ 137 ]                         |
| |                 | Offshore challenge regata                                                |    | Biograd na Moru–Dubrovnik–Biograd na Moru   |                   | jedri se           | organizira se svake druge godine; | [ 138 ]                         |
| | 1_Y             | Omišjanska regata krstaša / Omišaljska regata krstaša                    |    |                                             |                   | jedri se           | |                                 |
| |                 | Omišjanska regata RU jedrilica / Omišaljska regata RU jedrilica          |    | Omišalj                                     | prije 2003.       | jedri se           | od 2004. do 2010. nije se održavala; | [ 139 ]                         |
| | višetrupac      | Pakoška regata Regata malih katamarana Pakoštane                         |    | Pakoštane                                   | 2009.             | jedri se           | prva regata malih sportskih katamarana u Hrvatskoj; | [ 140 ]                         |
| |                 | Pomurska regata                                                          |    | Murter–Žakan–Murter                         | 2002.             | jedri se           | |                                 |
| |                 | Primorska regata                                                         |    | Rijeka–Cres                                 | 1982.             | jedri se           | |                                 |
| | 1_Y             | Pulska regata                                                            |    | Pula                                        | 1965.             | jedri se           | |                                 |
| |                 | Rabačka regata                                                           |    |                                             | 1973.             | jedri se           | | [ 141 ]                         |
| |                 | Regata 1000 otoka / Thousand Islands Race                                |    | Rijeka–Tivat–Rijeka Rijeka–Dubrovnik–Rijeka | 2013.             | jedri se           | | [ 142 ]                         |
| |                 | Regata Barbanske rivijere                                                |    | Raški zaljev                                | 2011.             | jedri se           | |                                 |
| |                 | Regata hrvatskih mornara                                                 |    | Makarska                                    | 1995.             | jedri se           | obilježavanje Dana Hrvatske mornarice; | [ 143 ]                         |
| |                 | Regata "In memoriam Alen Bruketa"                                        |    | Zadar–Veli Iž–Zadar                         | 1995.             | jedri se           | |                                 |
| |                 | Regata Jabuka                                                            |    | Vodice–Jabuka–Vodice                        | 2003.             | jedri se           | poznata i kao "Jabučna regata"; | [ 144 ]                         |
| | višetrupac      | Regata malih katamarana Primošten                                        |    | Primošten                                   | 2009.             | jedri se           | |                                 |
| |                 | Regata Monfalcone - Umag - Monfalcone                                    |    | Monfalcone–Umag–Monfalcone                  | 1985.             | jedri se           | | [ 145 ]                         |
| |                 | Regata oko Dugog otoka / Round Long Island Race                          |    | –                                           | 2014.             | jedri se           | za 10. izdanje 2024. natjecatelji su sami birali s koje strane će obići Dugi otok; | [ 146 ]                         |
| |                 | Regata ol postirske Fjere                                                |    | Postira–Omiš–Dugi Rat–Supetar–Postira       | 2009.             | jedri se           | | [ 147 ]                         |
| |                 | Regata Pesaro - Pula - Pesaro                                            |    | Pesaro–Pula–Pesaro                          | 1985.             | jedri se           | službenog naziva "Sulla Rotta dei Trabaccoli"; | [ 148 ]                         |
| |                 | Regata Ravenna - Umag - Ravenna                                          |    | Ravenna–Umag–Ravenna                        |                   | jedri se           | | [ 149 ]                         |
| |                 | Regata ribarskog tjedna                                                  |    |                                             |                   | jedri se           | |                                 |
| |                 | Regata Sv. Duje                                                          |    |                                             |                   | jedri se           | |                                 |
| |                 | Regata Sv. Kvirina                                                       |    |                                             | 1992.             | jedri se           | |                                 |
| |                 | Regata Sv. Mihovila                                                      |    | Šibenik                                     |                   | jedri se           | |                                 |
| regatno | 1_D/C           | Regata Sv. Nikola                                                        |    | Pula                                        | 1992.             | jedri se           | |                                 |
| | 1_D/C           | Regata Sv. Nikola                                                        |    | Biograd                                     | 2000.             | jedri se           | |                                 |
| |                 | Regata Sv. Nikole za samce i dvojce                                      |    | Split–Lastovo–Palagruža–Komiža              | 2002.             | jedri se           | izvorno bila samo za samce; | [ 150 ] [ 151 ]                 |
| |                 | Regata Sv. Roko                                                          |    | Sv. Filip i Jakov                           | 1999.             | jedri se           | |                                 |
| |                 | Regata Sv. Stošije i regata gradova prijatelja                           |    | Biograd                                     | 2001.             | jedri se           | | [ 152 ]                         |
| |                 | Regata Sv. Valentina                                                     |    |                                             |                   | jedri se           | poznata i kao "Regata Kanalom ljubavi" jer se održava u kanalu koji objedinjuje "otok Ljubavi/otok Sastajanja - Sv. Katarina, otok Suza - Planac, otok Srce - Galešnjak, otok Vrtiguza - Čavatul" | [ 153 ]                         |
| | 1_Y             | Regata Sv. Vid                                                           |    | Rijeka                                      | 2004.             | jedri se           | |                                 |
| |                 | Regata Trani - Dubrovnik                                                 |    | Trani–Dubrovnik                             | 2005.             | jedri se           | službenog naziva "Trofeo Challenge Antonio Pennetti", poznata i kao "(Trofeo) Pennetti Challenge", "Trofeo Challenge Trani Dubrovnik"; | [ 154 ]                         |
| |                 | Regata Velebitskog kanala                                                |    |                                             |                   | jedri se           | |                                 |
| |                 | Regata Vieste - Lastovo                                                  |    | Vieste–Lastovo                              | 2015.             | jedri se           | službenog naziva "Regata dei Parchi" jedna je od regata iz serije "Regate del Gargano"; | [ 155 ]                         |
| | Trad.           | Regata za dušu i tilo                                                    |    | Betina                                      | 2003.             | jedri se           | gajete, leuti i kaići s latinskim jedrom; odaje se počast betinskim kalafatima, majstorima tradicijske drvene brodogradnje čija flota čini oko 70 posto ukupnog broja drvenih brodova koji danas plove hrvatskim dijelom Jadrana; | [ 156 ] [ 157 ]                 |
| |                 | Regata za prehodni pokal JK Odisej                                       |    | Murter                                      | 1988.             | jedri se           | |                                 |
| | RU              | Riječka regata RU jedrilica                                              |    | Rijeka                                      | 1995.             | jedri se           | |                                 |
| | RU              | Rogoznički kup / Rogoznička regata modela                                |    | Rogoznica                                   | 2007.             | jedri se           | | [ 158 ]                         |
| | Trad.           | Rota palagružona                                                         |    | Komiža–Palagruža                            | 2010. 1593.       | jedri se           | obnovljena 2010. - prva poznata regata održana je 1593., a posljednja 1936.; prva u Hrvatskoj obnovljena povijesna regata; najstarija regata u Europi - obzirom na povijesni kontekst: 1177. su komiški ribari svojim falkušama dočekali na Palagruži papu Aleksandra III.; najstarija i najduža jadranska povijesna regata, s tradicijom dužom od tisuću godina, koju su od davnina veslali i jedrili komiški ribari; Rota je jedinstvena i po tome što se nalazi na najstarijem transjadranskom plovnom putu, na ruti između Gargana i Punte Planke, na Diomedovu putu; | [ 159 ] [ 160 ]                 |
| |                 | Rotary regatta Zadar                                                     |    |                                             | 1998.             | jedri se           | poznata i kao "Charity Rotary (Sailing) Regatta Zadar"; |                                 |
| | Trad.           | Rovinjska regata tradicijskih barki                                      |    | Rovinj                                      | 2005.             | jedri se           | dulji naziv regate je "Rovinjska regata tradicijskih barki s oglavnim i latinskim jedrom"; | [ 161 ] [ 162 ] [ 163 ]         |
| |                 | Samoborska regata                                                        |    |                                             | 2014. 2007.       | jedri se           | prvih 7 izdanja održano kao neslužbena regata pod nazivom "Samobor Cup"; | [ 164 ]                         |
| | 1_Y             | Selce Open                                                               |    | Selce                                       | 2000.             | jedri se           | |                                 |
| |                 | Senjska regata                                                           |    | Senj                                        | 1993.             | jedri se           | |                                 |
| slalom | daska_W         | Shimuni Open                                                             |    | Šimuni (Pag)                                | 2008.             | jedri se           | |                                 |
| | višetrupac      | Shimuni Open                                                             |    | Šimuni (Pag)                                | 2010.             | jedri se           | |                                 |
| slalom | daska_K         | Shimuni Open                                                             |    | Šimuni (Pag)                                | 2011.             | jedri se           | |                                 |
| course race freestyle | daska_K         | Split Open                                                               |    | Split                                       | 2010.             | jedri se           | | [ 165 ]                         |
| | 1_Y             | Splitova regata krstaša                                                  |    | Split–Jelsa–Split                           | 1954.             | jedri se           | |                                 |
| |                 | Sušac 100x2                                                              |    | Split–Sušac–Split                           | 1996.             | jedri se           | sustav razvrstanja/hendikep/premjer koji se koristi na regati naziva se Sušac Open i razvijen je isključivo za ovu regatu i na njoj se kontinuirano koristi - uz njega povremeno se koriste i drugi (NHP, IRC, THC); 100×2 - jer na jedrilicama smiju biti samo dva člana posade te u jednom dahu moraju odjedriti 100 milja; | [ 166 ] [ 167 ] [ 168 ]         |
| dvobojsko | 1_Y, višetrupac | Svjetska serija dvobojskog jedrenja u Hrvatskoj World Match Racing Tour  |    | više                                        |                   | jedri se povremeno | održavan u sklopu ACI Cupa (??.-??.), Croatia Match Cupa (2017.-??.); |                                 |
| | daska_K         | Svjetski kupovi u kitesurfingu u Hrvatskoj                               |    | više                                        |                   | jedri se povremeno | |                                 |
| | daska_W         | Svjetski kupovi u windsurfingu u Hrvatskoj                               |    | više                                        |                   | jedri se povremeno | |                                 |
| | 1_Y             | Šibenska regata krstaša                                                  |    |                                             | 2000.             | jedri se           | | [ 169 ]                         |
| | RU              | Šibenska regata modela                                                   |    | Šibenik                                     | 1996.             | jedri se           | |                                 |
| | 1_Y             | Šoltanska regata                                                         |    | Split–Stomorska–Split                       | 2006.             | jedri se           | | [ 170 ]                         |
| |                 | The Race – regata tisuću milja                                           |    | Biograd na Moru–Lefkas–Biograd na Moru      |                   | jedri se           | organizira se svake treće godine; | [ 171 ]                         |
| | 1_Y             | TP52 Super Series u Hrvatskoj                                            |    | više                                        | 2018.             |                    | jedna od najjačih svjetskih jedriličarskih serija; održane su dvije regate: prva u Šibeniku, druga u Zadru; najavljena je ponovno za 2020. | [ 172 ]                         |
| | RU              | Trofej Splita za klasu DF65                                              |    | Split                                       | 2020.ili2021.     | jedri se           | | [ 173 ]                         |
| |                 | Uskršnja regata                                                          |    | Hvar                                        | 1997.             | jedri se           | |                                 |
| | Trad.           | Van škvare                                                               |    | Betina                                      | 2015.             | jedri se           | | [ 174 ]                         |
| |                 | Velika nagrada grada Zagreba                                             |    | Zagreb (Jarun)                              | 1993.             | jedri se           | |                                 |
| | daska_W         | Viganj Open                                                              |    | Viganj                                      | barem 2010.       |                    | povremeno bodovana za svjetski kup; prva regata u Vignju koja je bila dijelom SK-a održana je još 1989. | [ 175 ] [ 176 ] [ 177 ] [ 178 ] |
| | 1_Y             | Viška regata krstaša                                                     |    | Split–Vis–Split                             | 1945.             | jedri se           | | [ 179 ]                         |
| slalom | daska_W         | Volosko Open                                                             |    | Opatija (Volosko)                           | barem 2005.       | jedri se           | |                                 |
| |                 | Zadarska koka                                                            |    | Zadarski kanal                              | 2005.             | jedri se           | naziv je dobila po trgovačkom jedrenjaku Chocha koji je u Zadar uplovio 22. listopada 1398. u čiji se spomen i održava; | [ 180 ]                         |
| | 1_Y             | Zadarska regata                                                          |    | Zadarski kanal                              |                   | jedri se           | |                                 |
| ekipno |                 | Zagrebačka proljetna regata                                              |    | Zagreb (Jarun)                              | 1996.             | jedri se           | |                                 |
| | 1_Y             | Zagrebačka regata (krstaša) Zagrebačka - Biograd proljetna regata        |    | Biograd Biograd–Žminjak–Biograd             | 1983.             | jedri se           | |                                 |
| | 1_Y             | Zlarinska regata krstaša                                                 |    | Zlarin                                      | 2003.             | jedri se           | |                                 |

#### Svjetska prvenstva
| DK          | Klasa               | Naziv SP-a                                                               | Godina     | Lokacija         | Bilješke |
| ----------- | ------------------- | ------------------------------------------------------------------------ | ---------- | ---------------- | --- |
|             | RS21                | Svjetsko prvenstvo RS21                                                  | 2022.      | Biograd          | [ 184 ] |
| RU          | IOM                 | IOM World Championship                                                   | 2022.      | Rogoznica        | |
|             | ORC                 | ORC World Championship 2019.                                             | 2019.      | Šibenik          | prvo svjetsko prvenstvo u nekom od sportova kojeg je Šibenik domaćin;                                                       |
| youth       | Laser               | ILCA Laser Under-21 World Championship 2019.                             | 2019.      | Split            | |
| match       | M32                 | World Match Racing Tour 2017. (ISAF Match Racing World Championship)     | 2017.      | Poreč            | održan u sklopu Croatia Match Cupa                                                                                          |
|             | Laser               | Laser World Championship 2017.                                           | 2017.      | Split            | |
| windsurfing | Funboard            | IFCA Slalom World Championship 2016.                                     | 2016.      | Bol              | [ 187 ] |
| windsurfing | Formula Windsurfing | Formula Windsurfing World Championship 2013.                             | 2013.      | Viganj           | svjetsko prvenstvo u jedrenju na dasci u nekoj drugoj klasi trebalo se u Vignju održati još 1991., ali rat je to spriječio; |
|             | 49er                | 49er World Championship 2012.                                            | 2012.      | Zadar            | |
|             | RC44                | RC44 World Championship 2012.                                            | 2012.      | Rovinj           | održan u sklopu Adris RC44 Cupa                                                                                             |
|             | ORC                 | ORC World Championship 2011.                                             | 2011.      | Cres             | |
| youth       | Laser 4.7           | Laser 4.7 World Championship 2008.                                       | 2008.      | Trogir           | |
| youth       | Splash              | Splash World Championship 2007.                                          | 2007.      | Split            | |
| match       | —                   | World Match Racing Tour 2007.-??. (ISAF Match Racing World Championship) | 2007.-'??. | Split            | održan u sklopu ACI Cupa |
| match       | —                   | World Match Racing Tour 2006. (ISAF Match Racing World Championship)     | 2006.      | Rovinj           | održan u sklopu ACI Cupa |
|             | Finn                | Finn Gold Cup (Finn World Championship) 2006.                            | 2006.      | Split            | |
|             | 470                 | 470 World Championship 2004.                                             | 2004.      | Zadar            | |
|             | IMS 600             | IMS 600 World Championship 2004.                                         | 2004.      | Cres             | |
| RU          | IOM                 | IOM World Championship                                                   | 2001.      | Omišalj          | |
| match       | —                   | ISAF Match Racing World Championship 2000.                               | 2000.      | Split            | održan u sklopu ACI Cupa |
| match       | —                   | ISAF Match Racing World Championship 1996.                               | 1996.      | Dubrovnik        | održan u sklopu ACI Cupa |
|             | 420                 | 420 World Championship 1989.                                             | 1989.      | Mošćenička Draga | |
| youth       | Cadet               | Cadet World Championship 1972.                                           | 1972.      | Split            | |

## Vanjske poveznice
- Hrvatski jedriličarski savez
- World Sailing
- International Windsurfing Association - IWA  Arhivirana inačica izvorne stranice od 10. lipnja 2017. (Wayback Machine)
- International Kiteboarding Association - IKA  Arhivirana inačica izvorne stranice od 6. svibnja 2019. (Wayback Machine)
- World Sailing Youth  Arhivirana inačica izvorne stranice od 14. kolovoza 2017. (Wayback Machine)
- ISAF ranking
- manage2sail - regata menadžer
- Nautica-portal
- Hrvatski jedriličarski savez Hrvatska tehnička enciklopedija, portal hrvatske tehničke baštine. LZMK

## Rječnik pojmova (engl. - hrv.)
| boards – daske sailboard – kiteboard – monohull – jednotrupac multihull – višetrupac dinghy – centerboard – jedrilica s pomičnom kobilicom keelboat – jedrilica s nepomičnom kobilicom yacht (sail cruiser, sailing yacht) – krstaš (sailing) skiff – | fleet racing – regatno jedrenje match racing – dvobojsko jedrenje team racing – ekipno jedrenje inshore racing – coastal racing – offshore racing – oceanic racing – cruising – krstarenje windsurfing – jedrenje na dasci kitesurfing / kiteboarding – radio sailing (boat/yacht) / radio-controlled sailing (boat/yacht) – radio-upravljane jedrilice |